# Charlotte Rohlin
Charlotte Rohlin, född 2 december 1980, är en svensk före detta fotbollsspelare, oftast försvarare, som redan 1987 började spela för Linköpings FC (BK Kenty) och som var proffs i klubben 2002–2015. Rohlin representerade även det svenska landslaget till och med 2015.
Under Fotbollsgalan 2010 utsågs Charlotte Rohlin till årets back med motiveringen "Linköpings defensiva klippa – dessutom trea i interna skytteligan med fem mål. Hon nickade dessutom Sverige till VM i Tyskland!".

## Klubbar
- Linköpings FC
- BK Kenty

## Meriter
- 74 A-landskamper
- 4 U21
- 3 F19
- 2 F17